# Madécali
Madécali est un arrondissement situé dans le département de l'Alibori au Bénin. Il est placé sous juridiction administrative de la commune de Malanville.

## Histoire
Madécali devient officiellement un arrondissement le 27 mai 2013 après la délibération  et l'adoption par l'assemblée nationale du Bénin en sa séance du 15 février 2013 de  la loi n° 2013-05  du 15/02/2013 portant création, organisation, attributions et fonctionnement des unités administratives  locales en République du Bénin.

## Administration
Madécali  fait partie des cinq arrondissements  que compte la commune de Malanville. Dans l'arrondissement, on dénombre 10 quartiers et villages : Godjékoara, Goroussoundougou, Illoua, Kassa, Koualérou, Kouara-tédji, Madécali, Madécali-Zongo, Mélayakouara et Sendé,.

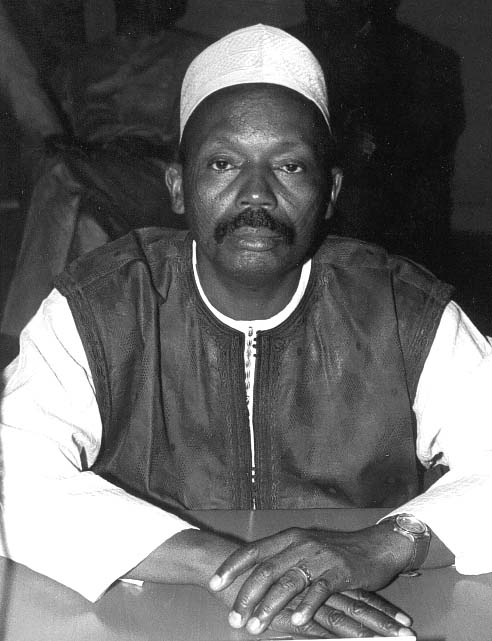
Koumba Kadjè ancien maire de Malanville

## Population
Selon le recensement général de la population et de l'habitation (RGPH4) de  l'institut national de la statistique et de l'analyse économique (INSAE) au Bénin en 2013, la population de Madécali s'élève à 20283 habitants dont 10173 hommes et 10110 femmes,.

## Galerie de photos

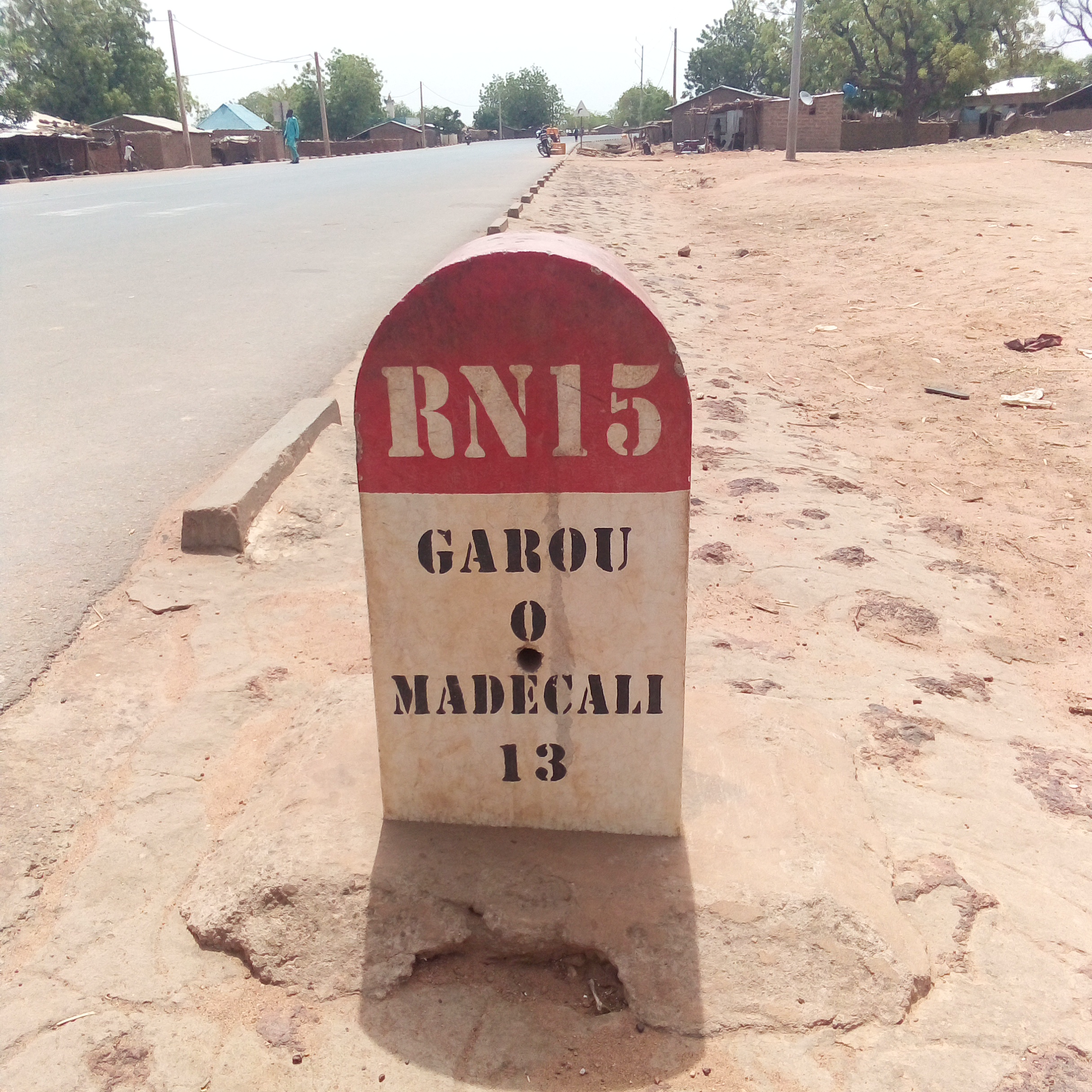
Borne Garou et Madécali
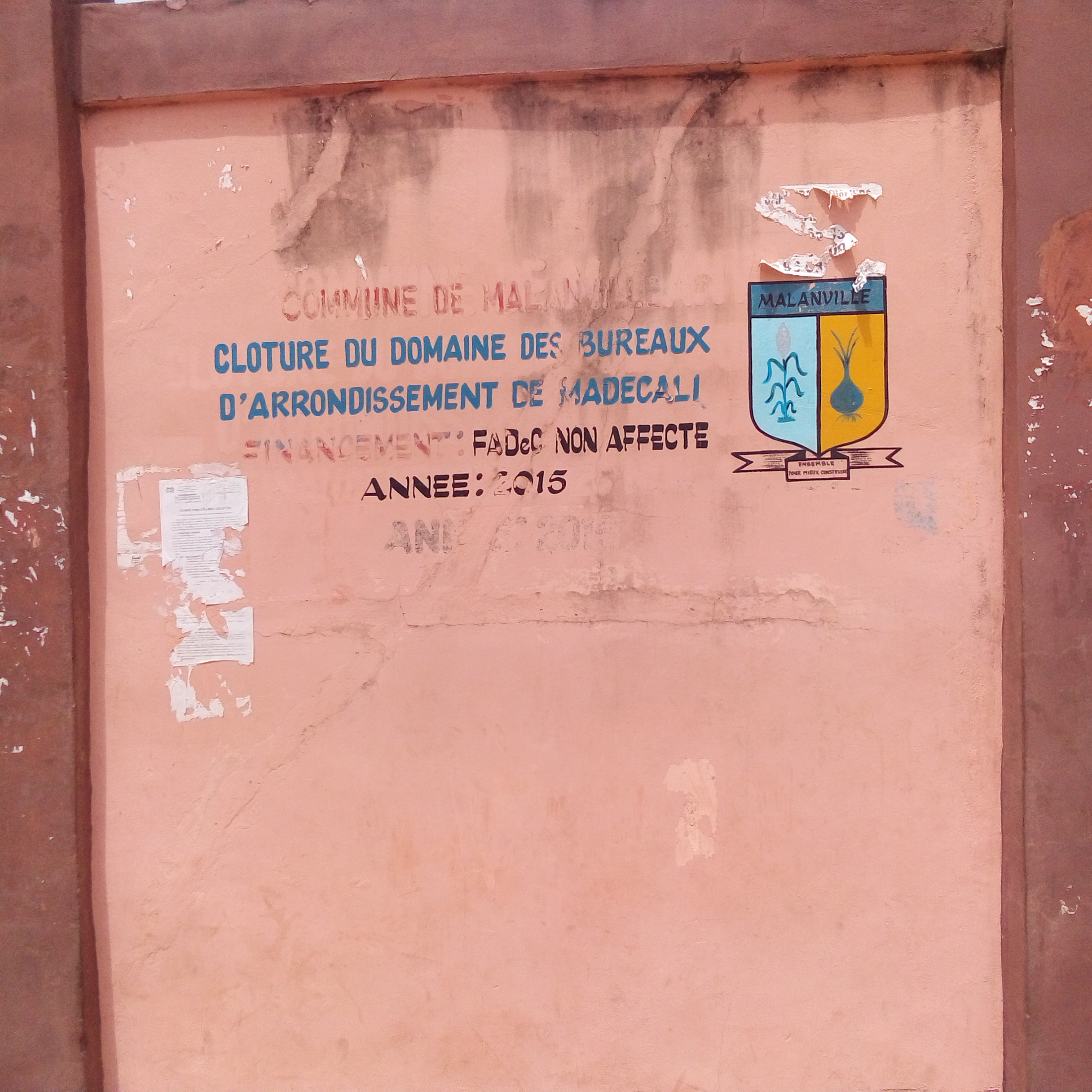
Clôture du mur du Bureau d'arrondissement de Madécali
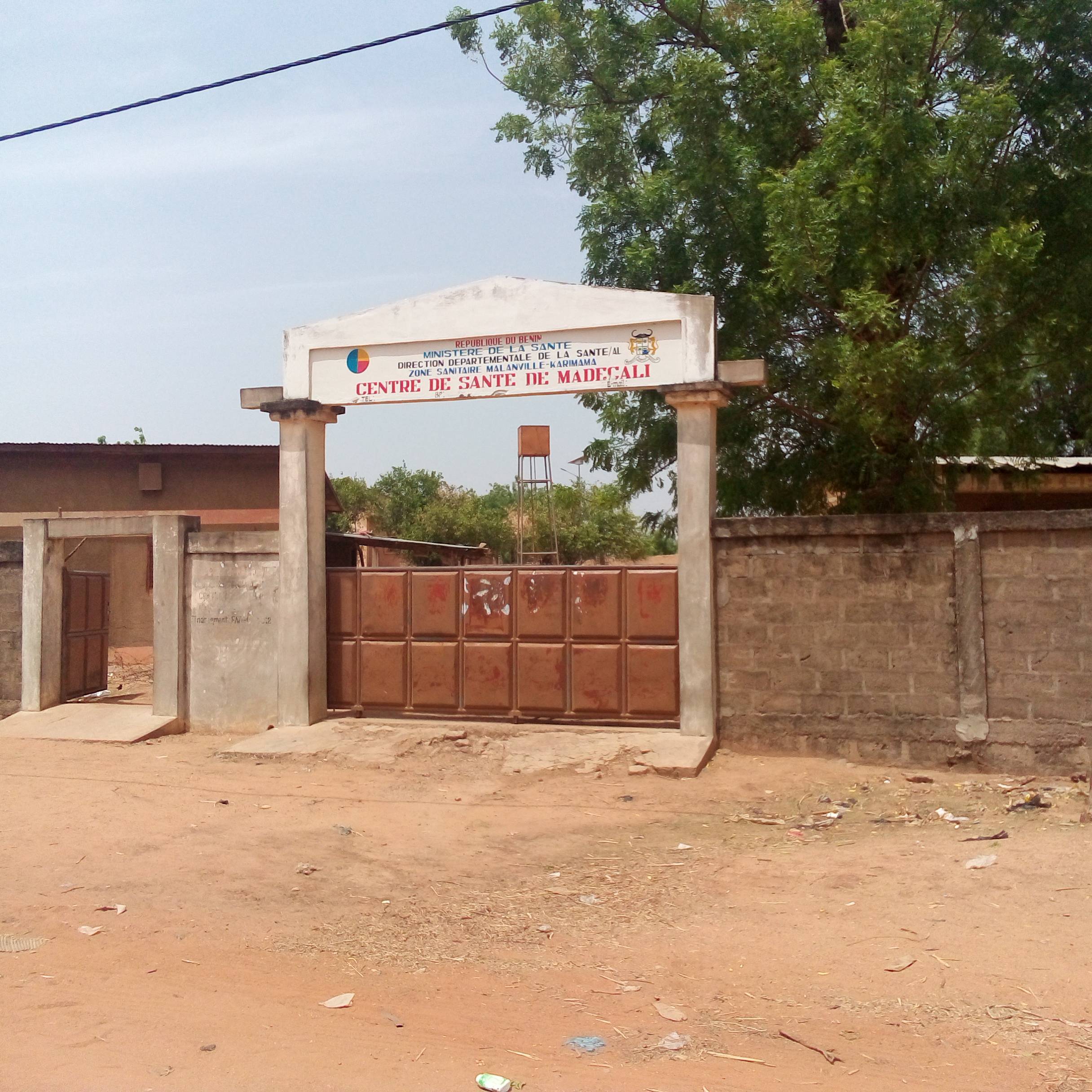
portail du centre de santé de Madécali
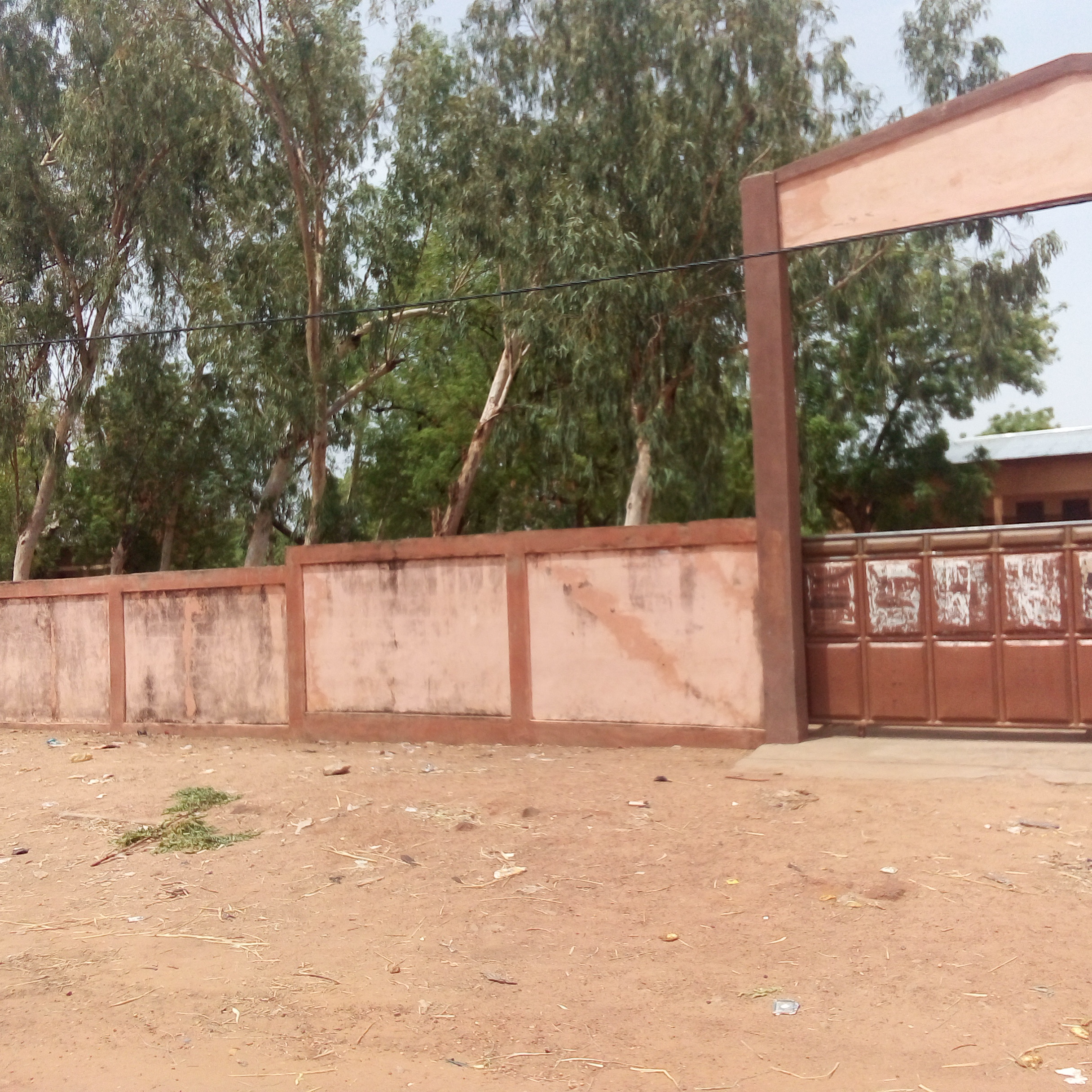
Entrée du bureau d'arrondissement de Madécali